# Babai Ferenc
Babai Ferenc (Pécs, 1742. március 12. – Esztergom, 1778. szeptember 1.) jezsuita szerzetes, költő.

## Élete
1764-ben a jezsuita rendbe lépett és a noviciátusát Trencsénben végezte 1764-1765-ben. Tanulmányainak végeztével 1766-tól előbb Győrben, majd Nagyszombatban tanított. 1769-1771 között a Bécsi Egyetemen tanult teológiát. 1772-ben Besztercebányán végezte a harmadik probációt. 1773-ban a nagyszombati hittani könyvtár igazgatója volt.
A rend megszüntetése (1773) után esztergomi főegyházmegyés pap lett.[forrás?] Katona István történetíró ösztönzésére történelmi témájú latin nyelvű verseket, többnyire epigrammákat írt a magyar királyok, nádorok, esztergomi érsekek és más főnemesek életéről.

## Művei
- Ungariae Reges,… eorum genealogia, acta item illustriora et fata compendio metrico deducta. Tirnaviae, 1773 (ism. M. Könyvház 1783. 386.; szlovákul 2019-ben Uhorskí králi)
- Ungariae Palatini, propalatini et locumtenentes regii… Uo. 1775 (Smitt és Muszka Miklós munkája után)
- Archiepiscopi Strigonienses. Uo. 1776
- Epigrammatum miscellaneorum, sacroram et profanorum libri III. Uo. 1777 (eredeti kézirata megvan az Országos Széchényi Könyvtárban)